# Epigrammi (Platone)
Gli Epigrammi di Platone sono 18 componimenti poetici attribuiti al filosofo ateniese, la cui autenticità è, però, controversa.

## Origine e struttura della raccolta
Prima che Socrate lo attirasse alla filosofia - così racconta un'antica tradizione riportata da Diogene Laerzio - Platone fu attivo per un certo periodo come compositore di tragedie e ditirambi (canti corali dionisiaci). Se questo è vero, nulla del suo lavoro in quei generi sopravvive.
Dei 18 epigrammi tramandati nell'Antologia palatina e nell'Antologia planudea sotto il suo nome, tutti sono in forma di distici elegiaci (un esametro dattilico, il metro dell'epica omerica, seguito da un pentametro dattilico), per lo più di un singolo distico ciascuno, eccetto i numeri 4, 5, 7, 11 e 13 (ciascuno di due distici) e il 3 (tre distici).
Il contenuto degli epigrammi è il seguente:
- Epigrammi I-II. Dedicati ad Aster[2]
- Epigramma III. Epitafio di Dione[3]
- Epigramma IV. Per Alessi[4]
- Epigramma V. Per Archeanassa[5]
- Epigramma VI. Elogio di Agatone[6]
- Epigrammi VII-VIII. La mela del corteggiamento[7]
- Epigrammi IX e XIII. Per i caduti di Eretria nel 490 a.C.[8]
- Epigramma X. Il cappio d'amore[9]
- Epigramma XI. Dedicatoria, da parte di Laide, di uno specchio ad Afrodite[10]
- Epigramma XII. Elogio di Pindaro[11]
- Epigrammi XIV-XV. Sulla tomba di marinai[12]
- Epigramma XVI. Elogio di Saffo[13]
- Epigramma XVII. Sulla Afrodite cnidia di Prassitele[14]
- Epigramma XVIII. Elogio di Aristofane.

Le prime due poesie sono indirizzate a un giovane, come sembra uno studente di astronomia, di nome Aster (o forse chiamato così solo affettuosamente dal suo ammiratore) - una parola greca per "stella". Diogene Laerzio riferisce che il terzo era effettivamente inscritto sulla tomba a Siracusa del suo dedicatario, amico di Platone e associato negli affari politici siracusani, Dione (prominente in tante delle Lettere platoniche). Le Antologie danno anche altre attribuzioni oltre a Platone nel caso di almeno quattro di queste poesie; la paternità platonica può essere ragionevolmente messa in dubbio anche in altri casi, come nei numeri 4 e 6, che parlano in termini erotici di Agatone e Fedro come giovani desiderabili, mentre in realtà avevano vent'anni più di Platone.
Famose figure ricordate negli epigrammi includono Saffo, celebrata come decima Musa, e Aristofane, commediografo descritto come ispirato dalle Grazie. Tra gli epigrammi, il più curioso è forse quello dedicato ad una donna di nome Santippe, nome comune tra le donne greche, la più famosa delle quali fu la bisbetica moglie di Socrate: in tal caso, questo epigramma amoroso potrebbe essere in realtà uno scherzo, considerando la sgradevole nomea di cui godeva quest'ultima Santippe.
Tali epigrammi si collocano nel quadro della produzione lirica simposiale, pur distaccandosi, nello stile, dalle leggi compositive del genere epigrammatico, caratterizzandosi invece come produzioni artistiche autonome. Gli argomenti trattati, solo vagamente avvicinabili alla filosofia platonica (e in particolare ai dialoghi erotici, Simposio e Fedro), ruotano attorno ai temi dell'amore, della bellezza, della brevità delle gioie.